# Scaevola aemula
Espèce
Classification phylogénétique
Répartition géographique
Scaevola aemula est un petit arbuste de la famille des Goodeniaceae, originaire du sud de l'Australie. Haut de 50 cm, il produit des fleurs blanches ou bleues groupées en épis mesurant jusqu'à 24 cm de long, d'août à mars dans son aire de répartition. Les fruits sont des baies rondes, frippées de 4,5 mm de diamètre.
L'espèce pousse en Australie-Occidentale, Australie-Méridionale, au Victoria et en Nouvelle-Galles du Sud.
L'espèce semble être la plus communément cultivée du genre Scaevola et un grand nombre de cultivars ont été développés. La plupart de ces cultivars forment des tapis, d'une hauteur de 12 cm et de jusqu'à 1 mètre de diamètre. Elle préfère les expositions ensoleillées ou partiellement ombragées, les sols bien drainés, supporte les terrains salés et les périodes de sécheresse. On peut utiliser la taille et le pincement pour former la plante. Elle se multiplie par bouture ou marcottage.

## Synonymes
- Lobelia aemula (R.Br.) Kuntze
- Merkusia sinuata (R.Br.) de Vriese
- Scaevola sinuata R.Br